# François Consonove
François Consonove né à Aix (Bouches-du-Rhône) le 11 mars 1812 et mort à Paris le 15 février 1882 est un sculpteur français.

## Biographie
Antoine-François-Boniface Consonove étudie d'abord à Aix, sa ville natale, puis entre à l'École des beaux-arts de Paris et va aussi travailler à l'Académie des beaux-arts de Florence. Il débute au Salon de 1863 avec un médaillon en marbre. Il reçoit plusieurs commandes de l'État et expose pour la dernière fois en 1881.
Il meurt à Paris en 1882 ; il habitait alors au 28, rue Notre-Dame-des-Champs.

## Œuvres
- Avignon, musée Calvet : Monument en l'honneur de Pétrarque et Laure, 1872, bas-relief en marbre.
- Carpentras, bibliothèque Inguimbertine : Peiresc, 1874, buste en marbre[3].

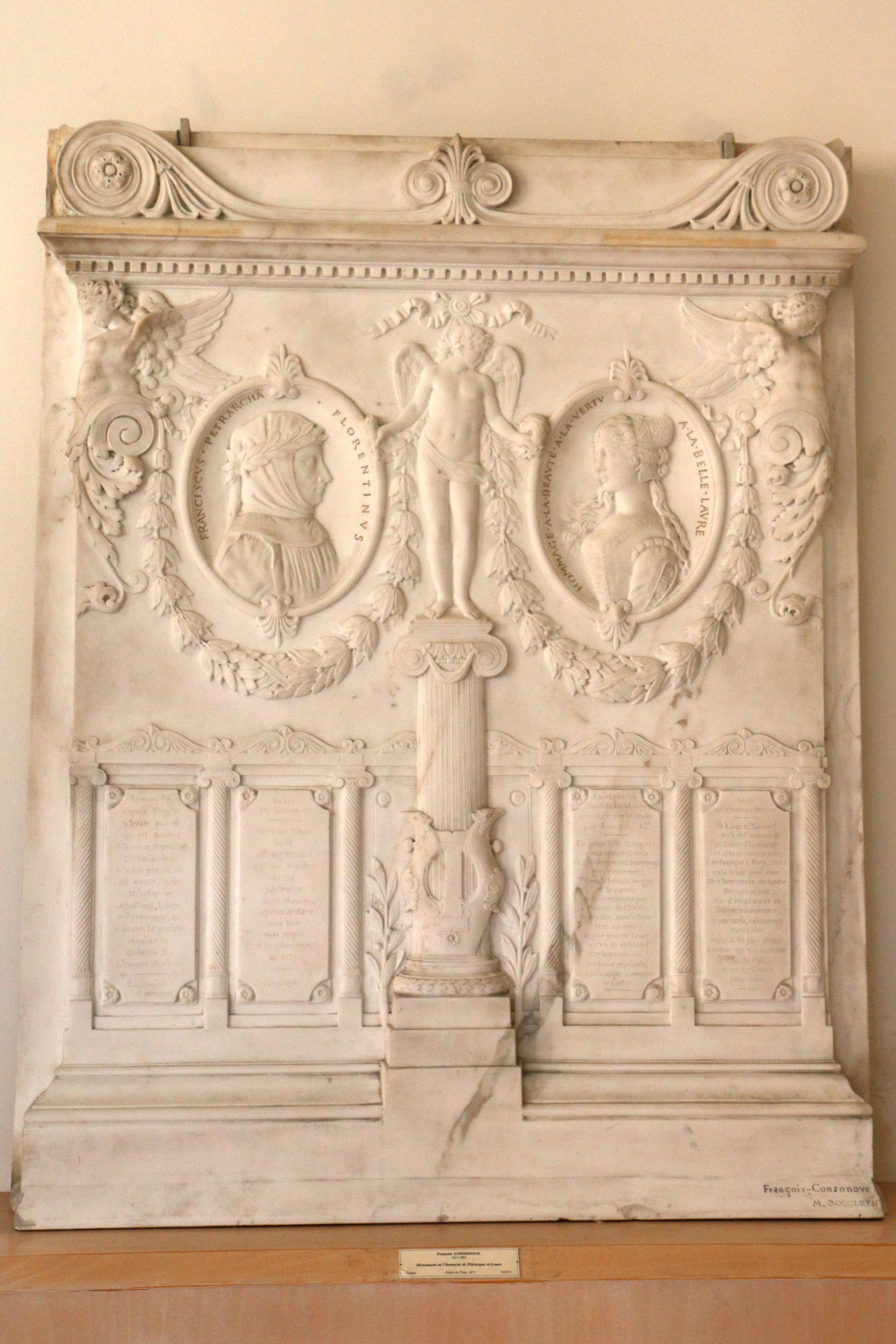
Monument en l'honneur de Pétrarque et Laure (1872), Avignon, musée Calvet.